# Max Mayr
Max Mayr (* 3. Januar 1896 in Kottern/Gemeinde St. Mang; † 14. September 1985 in Kassel) war ein deutscher Kommunalpolitiker (SPD) und Widerstandskämpfer gegen das NS-Regime.

## Leben
Mayr, dessen Vater Webermeister war, absolvierte in den Jahren 1913 bis 1916 eine Ausbildung zum Schlosser und Dreher. Anschließend nahm er als Soldat am Ersten Weltkrieg teil und war nach Kriegsende bei der Deutschen Reichsbahn beschäftigt. Zur Zeit der Weimarer Republik lebte Mayr in Kassel.
Mayr wurde im Jahr 1919 Mitglied der SPD, aus der er 1925 wieder austrat. Mayr gehörte vorübergehend auch der USPD an. In den Jahren 1921 bis 1923 gehörte er dem Internationalen Jugendbund (IJB) an und trat in der zweiten Hälfte der 1920er Jahre dem Internationalen Sozialistischen Kampfbund (ISK) bei. Aus dem ISK war Mayr ab dem Jahr 1931 aufgrund eines Regelverstoßes zeitweise ausgeschlossen. Dennoch war er von 1932 bis 1933 Redakteur bei der ISK-Zeitung Der Funken.
Nach dem Beginn der NS-Zeit zog der Kriegsgegner Mayr wieder nach Kassel und arbeitete als Dreher bei den Henschel-Werken in der Rüstungsproduktion. Mayr war in Kassel Führer einer Widerstandsgruppe der ISK und kooperierte ab Januar 1936 auch mit der örtlichen Widerstandsgruppe der KPD. Kurz darauf flog die kommunistische Gruppe durch einen Gestapo-Agenten auf und damit auch Mayrs Widerstandsgruppe. Mayr befand sich von Januar bis August 1936 in Untersuchungshaft und während seiner Vernehmungen durch Gestapo-Beamte gefoltert. Aufgrund dieser Misshandlungen unternahm er einen Suizidversuch. Nach dem Ende der Untersuchungshaft wurde Mayr durch das Oberlandesgericht Kassel während des Prozesses gegen Pfromm u. a. zu zweieinhalb Jahren Zuchthaus verurteilt, die er in Kassel-Wehlheiden verbüßte. Nach dem Ende seiner Haftzeit wurde er im Juli 1938 in das KZ Buchenwald überstellt, wo er die Haftnummer 2964 erhielt. Mayr war ab dem Jahr 1939 als Funktionshäftling in der Lagerschreibstube eingesetzt und von 1941 bis zur Befreiung des KZ Buchenwald als Kommandiertenschreiber. Als Kommandiertenschreiber hatte er regelmäßig die Belegung der Blöcke mit Häftlingen, die Mannstärke der Arbeitskommandos sowie den Krankenstand im Häftlingskrankenbau zu erfassen. Mayr gehörte dem illegalen Lagerwiderstand in Buchenwald an und konnte als Kommandiertenschreiber Häftlinge vor Transporten in andere Vernichtungslager schützen.
Nach Kriegsende kehrte Mayr nach Kassel zurück und begründete im Herbst 1945 mit weiteren ehemaligen politischen NS-Verfolgten den Bund ehemaliger politischer Gefangener, einem Vorläufer der späteren Vereinigung der Verfolgten des Naziregimes – Bund der Antifaschistinnen und Antifaschisten (VVN). Mayr amtierte dann als Dezernent für Wiedergutmachung beim Regierungspräsident in Kassel sowie SPD-Stadtverordneter. Mayr engagierte sich in der Arbeitsgemeinschaft verfolgter Sozialdemokraten.

## Ehrungen
- 1979: Wilhelm-Leuschner-Medaille

## Würdigungen

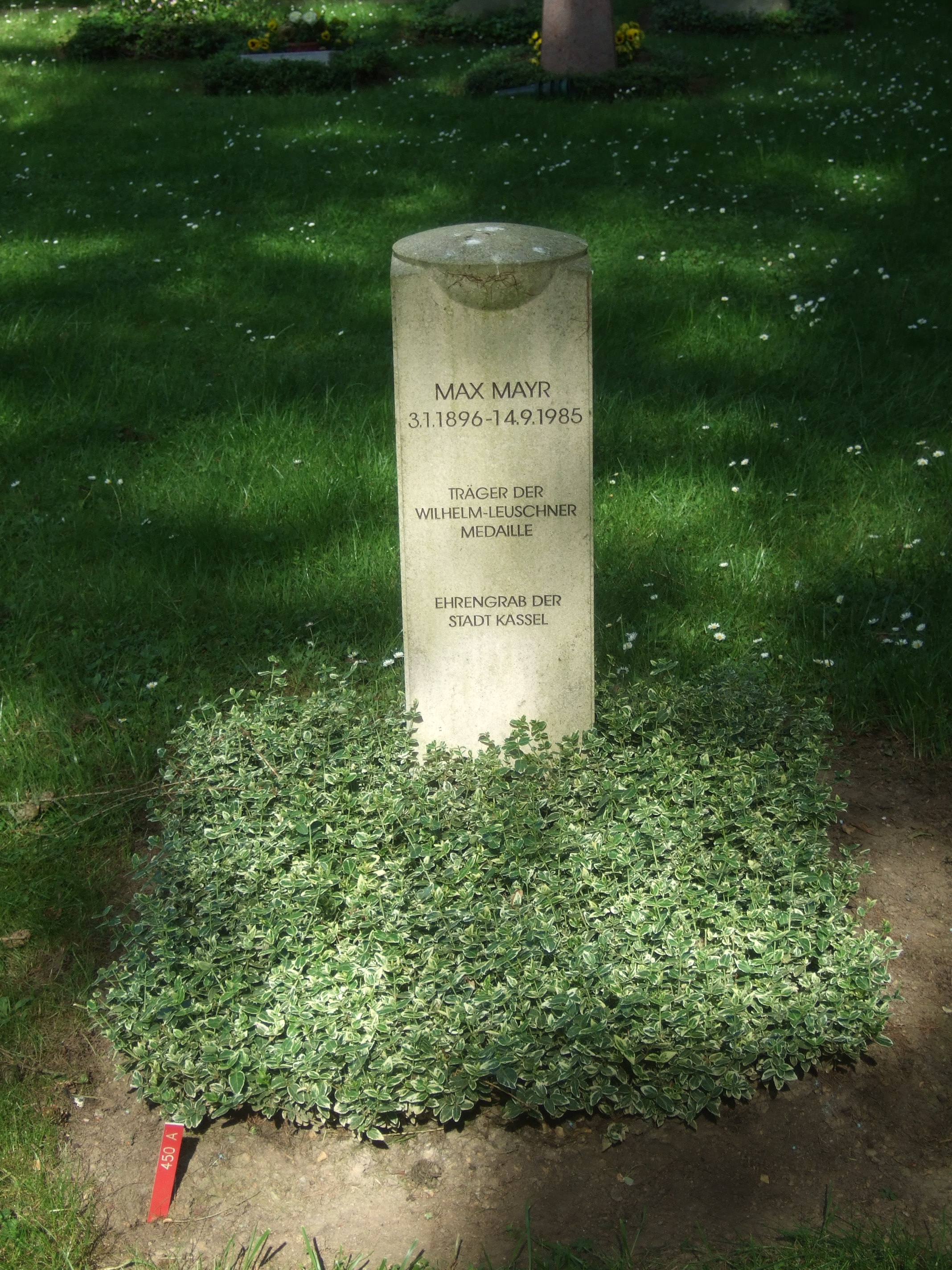
Grabstätte Max Mayr auf dem Hauptfriedhof Kassel

- Ehrengrab der Stadt Kassel auf dem Hauptfriedhof
- Max-Mayr-Platz in Kassel[2]